# Selma L’Orange Seigo
Selma L’Orange Seigo (* 1980; heimatberechtigt in Zürich) ist eine Schweizer Politikerin (Grüne).

## Leben
Selma L’Orange Seigo entstammt einer Hugenottenfamilie und wuchs in Aarau und Gottlieben auf. Sie studierte an der Universität Zürich und arbeitet als promovierte Umweltsozialwissenschaftlerin an der Eidgenössischen Technischen Hochschule ETH Zürich. L’Orange Seigo ist Mutter von zwei Töchtern und lebt in Zürich.

## Politik
Selma L’Orange Seigo wurde 2019 in den Kantonsrat des Kantons Zürich gewählt. Sie war von 2019 bis 2020 Mitglied der Aufsichtskommission über die wirtschaftlichen Unternehmen und ist seit 2020 Mitglied der Finanzkommission.
2020 wurde L’Orange Seigo gemeinsam mit Simon Meyer zur Co-Präsidentin der Grünen Kanton Zürich gewählt. Sie ist Vorstandsmitglied der Grünen Zürich Nord.